# Марагоджип (муніципалітет)

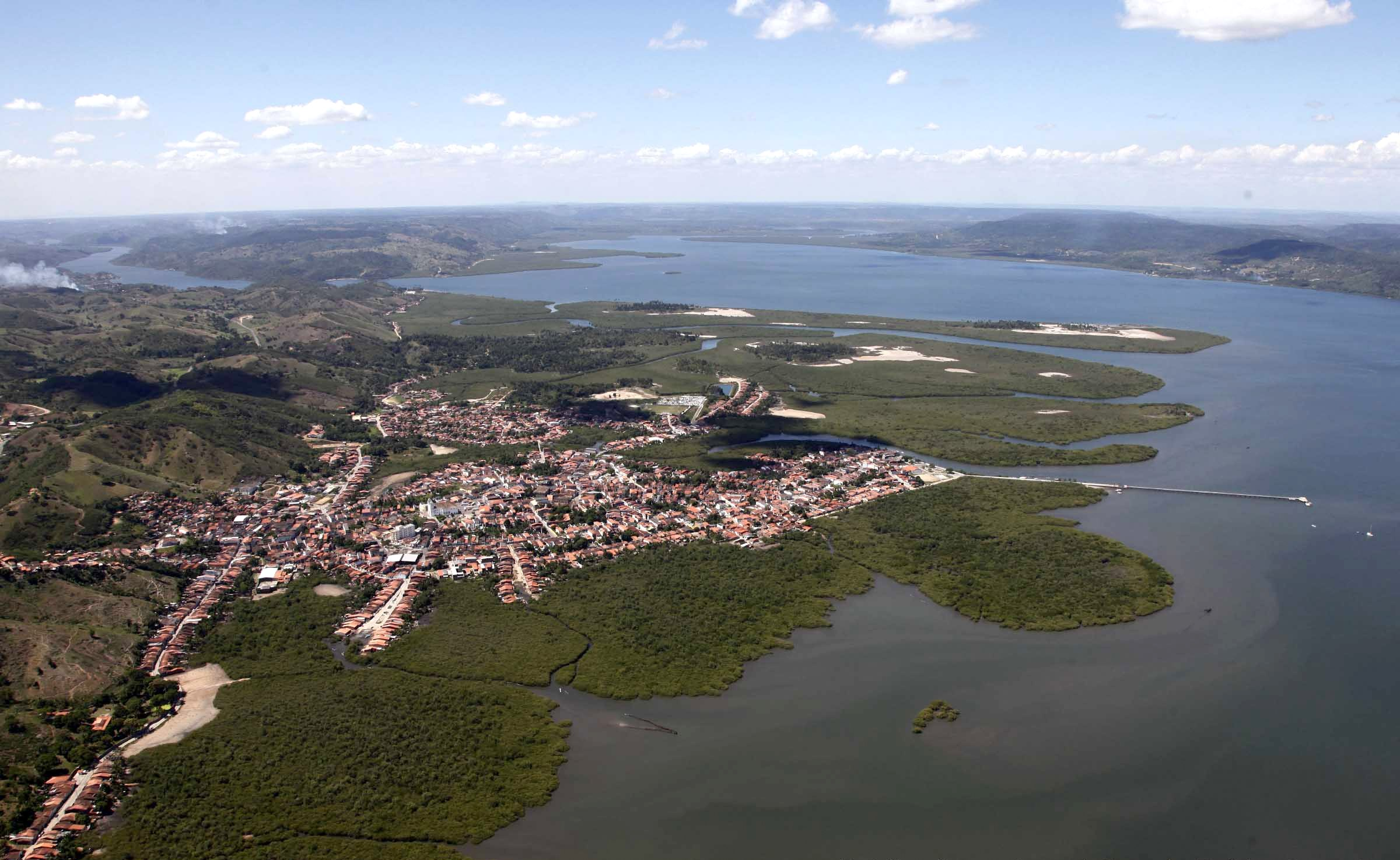
Муніципалітет Марагоджип, штат Баїя, північний схід Бразилії

12°46′40″ пд. ш. 38°55′08″ зх. д. / 12.777777777778° пд. ш. 38.918888888889° зх. д.
Марагоджип — муніципалітет у штаті Баїя на північному сході Бразилії площею 438,18 кв.км. Заснований у 1557 році. Має населення 44 793 людини з щільністю населення 110 жителів на квадратний кілометр. Марагджип знаходиться на відстані 130 км від Сальвадору, столиці штату Баїя. Був головним центром виробництва цукрової тростини та тютюну, а також місцем для великих рабовласницьких плантацій. Після скасування рабства в Бразилії в 1888 році афро-бразильське населення до недавнього часу жило в якості орендарів як «раби XXI століття», не маючи можливості ловити рибу або вирощувати основні культури.

## Історія
Корінне населення Марагоджипу називали Мараг-гіп, або воїн «непереможної зброї». Індіанці вели напівкочовий спосіб життя, займалися землеробством та полюванням. Вони вміли володіти луком і стрілами, а також важкою сокирою із залізного дерева, яка використовується для рубання голови. Португальці досліджували територію ще в 1520-х роках і вторглися на початку XVI століття. Їх привабила велика кількість деревини та легка морська доступність річки Парагуасу та затоки Ігуапе.
Корінне населення чинило опір португальцям, 200 осіб ніколи не були підкорені. Численні плантації цукрової тростини з'явилися в регіоні в 1570-х роках; португальці також добували ліс і вирощували маніок. Вони також заснували цукрові та борошномельні заводи. Півострів, в основному оточений мангровими лісами, утворив стратегічну точку для захисту регіону Парагуасу; з цієї причини було засновано поселення, пізніше назване Марагогіпе. Сан-Бартоломеу, невелика парафія, була заснована в середині 17 століття. Він був відокремлений від Ахуда-де-Жагуаріпе, нині муніципалітет Жаугаріпе, у 1724 році. Того ж року сталася велика посуха. Поселення було розташоване в гирлі річки, де відкривається вихід на Ігуапе, але в середині 17 століття було переміщено на його нинішнє місце на височині. Місто служило одним із багатьох портів для сприяння торгівлі вздовж Парагуасу; поселення було на жвавому транспортному шляху між Кашуейрою на північному сході та Сальвадором на заході.
На честь міста марагоджипом названий елітний різновид кави арабіка із найбільшим зерном.

## Морський видобувний заповідник Байя-ду-Ігуапе
Марагоджип займає 39 % від 10 074 гектарів морського заповідника Баїя-ду-Ігуапе, створеного у 2000 році. Є домом для великої системи мангрових лісів уздовж Парагуасу та затоки Ігуапе .

## Список джерел
1. ↑  https://www.ibge.gov.br/estatisticas/sociais/populacao/22827-censo-demografico-2022.html?edicao=37225
2. ↑  Open Data Portal of TSE
3. 1 2 3 4 5 6 7  OpenStreetMap — 2004.
4. 1 2  de Santana, Bruna Farias; Voeks, Robert A.; Funch, Ligia Silveira (2 квітня 2016). Ethnomedicinal survey of a maroon community in Brazil's Atlantic tropical forest. Journal of Ethnopharmacology. Т. 181. с. 37—49. doi:10.1016/j.jep.2016.01.014. ISSN 0378-8741. Процитовано 22 жовтня 2023.